# Stavangertjärnen
Stavangertjärnen är en sjö i Härjedalens kommun i Härjedalen och ingår i Ljusnans huvudavrinningsområde. Sjön har en area på 0,0581 kvadratkilometer och ligger 925,4 meter över havet.

## Delavrinningsområde
Stavangertjärnen ingår i det delavrinningsområde (696113-132285) som SMHI kallar för Ovan Sveån. Medelhöjden är 845 meter över havet och ytan är 12,86 kvadratkilometer. Räknas de 26 avrinningsområdena uppströms in blir den ackumulerade arean 132,83 kvadratkilometer. Avrinningsområdets utflöde Ljusnan mynnar i havet. Avrinningsområdet består mestadels av skog (54 procent) och kalfjäll (33 procent). Avrinningsområdet har 0,06 kvadratkilometer vattenytor vilket ger det en sjöprocent på 0,4 procent.